# Drahonice
Drahonice falu és önkormányzat (obec) Csehország Dél-csehországi kerületének Strakonicei járásában. Területe 12,72 km², lakosainak száma 354 (2008. 12. 31). A falu Strakonicétől mintegy 15 km-re délkeletre, České Budějovicétől 39 km-re északnyugatra, és Prágától 102 km-re délre fekszik.
A település első írásos említése 1240-ből származik.

## Az önkormányzathoz tartozó települések
- Drahonice
- Albrechtice

## Látnivalók

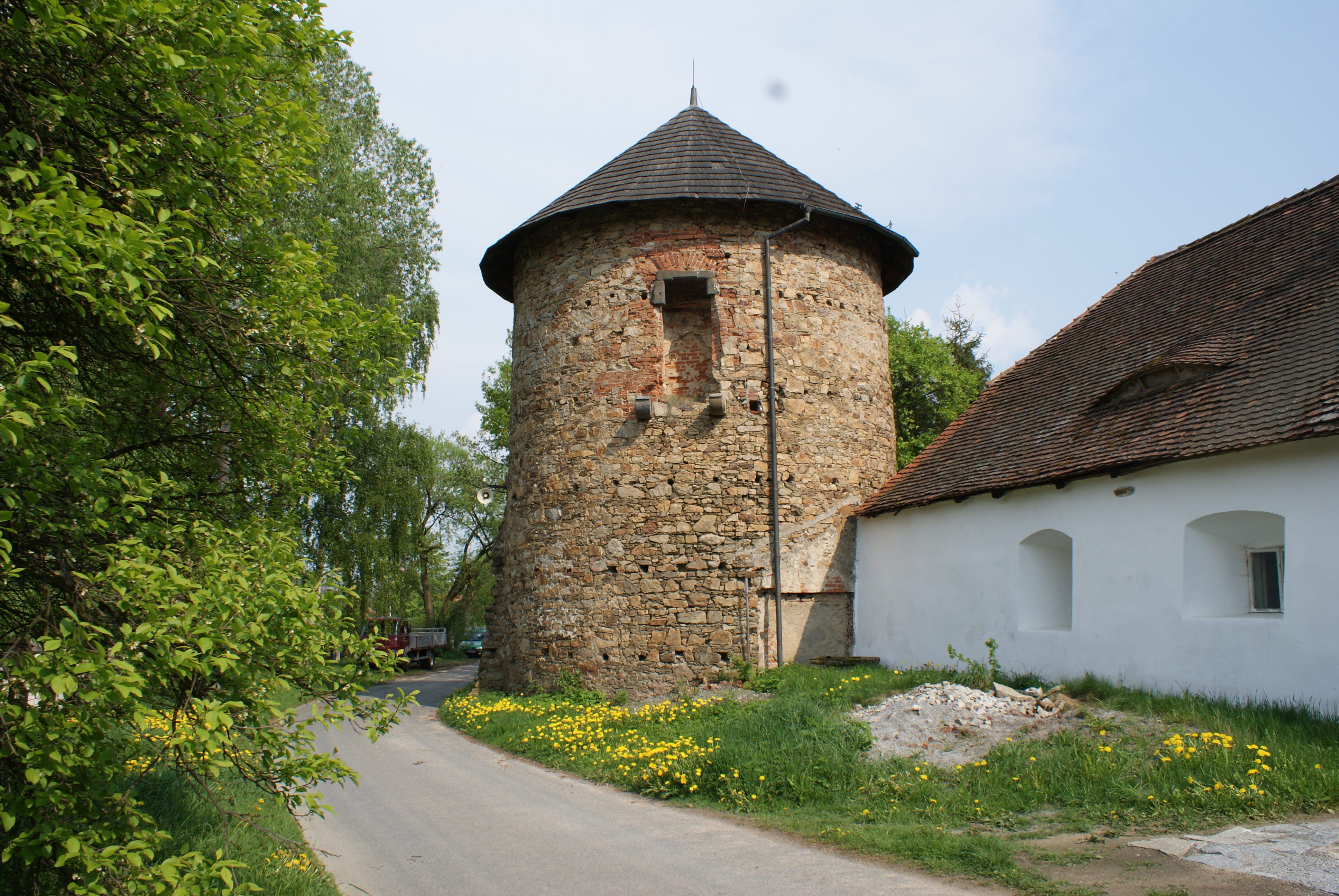
Az öregtorony

- A 14. századból származó erődítmény.

## Népesség
A település népessége az elmúlt években az alábbi módon változott:
| Lakosok száma | 670  | 611  | 675  | 485  | 424  | 370  | 350  | 357  | 372  | 401  |
|               | 1869 | 1890 | 1921 | 1950 | 1980 | 2001 | 2017 | 2019 | 2022 | 2024 |